# Niklaus Dachselhofer (General)

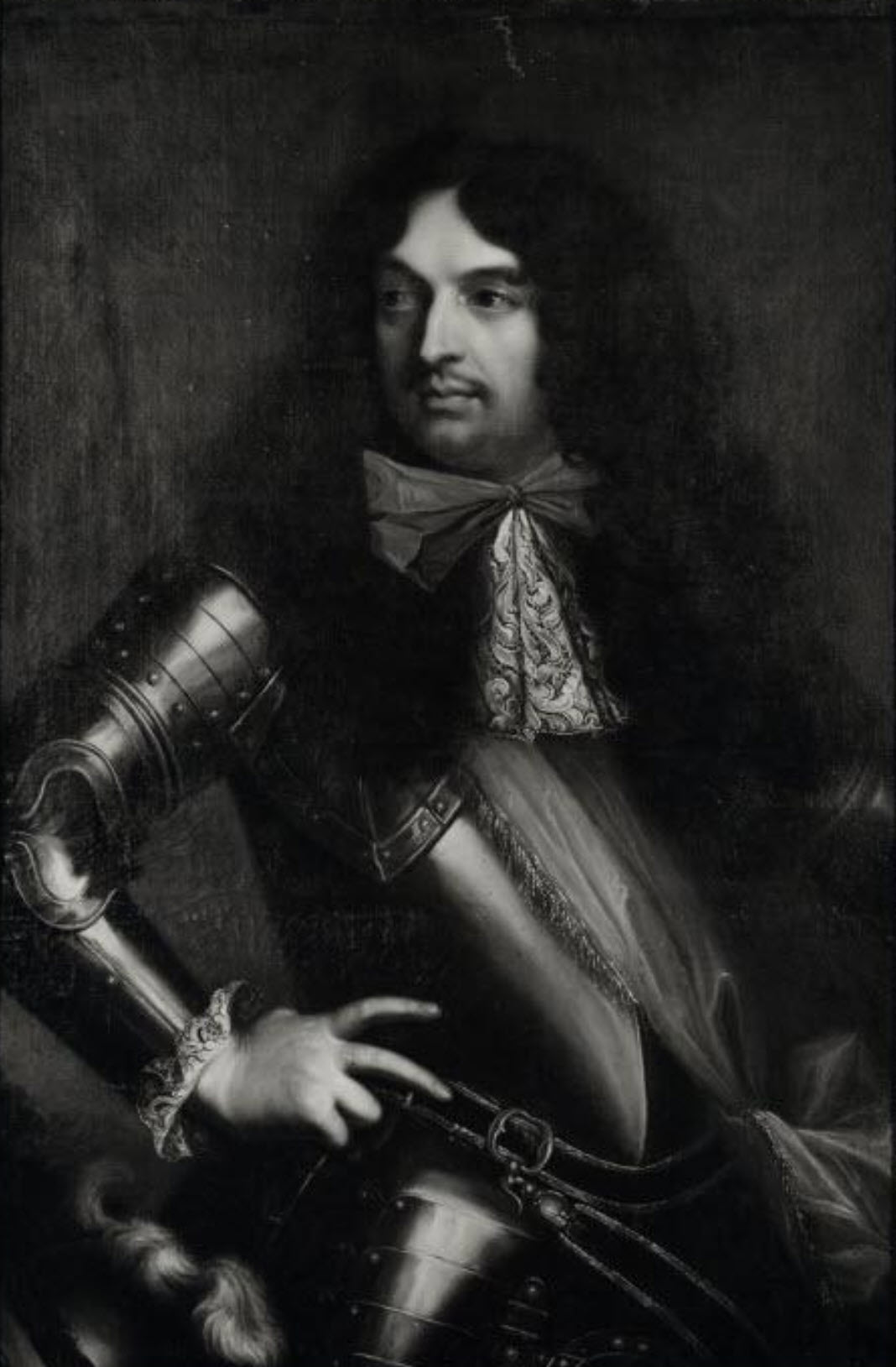
Niklaus Dachselhofer, anonymes Bildnis (um 1675)

Niklaus Dachselhofer (* 15. Juni 1634 in Yverdon; † 19. April 1707 in Uttigen) war eine Schweizer Magistratsperson.
1657 war er Mitglied des Grossen Rats der Stadt Bern, 1661 Grossweibel, von 1662 bis 1968 Hofmeister zu Königsfelden, 1681 bis 1707 Kleinrat, 1682 Deutschseckelmeister, 1687 bis 1691 Venner, Hauptmann in französischen Diensten und General der bernischen Truppen.
Niklaus Dachselhofer war der Sohn von Niklaus Dachselhofer und Barbara Stölli. Er erwarb 1682 Schloss und Herrschaft Utzigen von Samuel Jenner im Tausch gegen das Thalgut in Ittigen.

## Archive
- Streubestände in der Burgerbibliothek Bern